# Cristilabrum isolatum
Cristilabrum isolatum é uma espécie de gastrópode  da família Camaenidae.
É endémica da Austrália.